# Julie Arel
 (octobre 2015).
Si vous disposez d'ouvrages ou d'articles de référence ou si vous connaissez des sites web de qualité traitant du thème abordé ici, merci de compléter l'article en donnant les références utiles à sa vérifiabilité et en les liant à la section « Notes et références ».
Pour les articles homonymes, voir Lagrange et Arel.
Francine Lagrange dite Julie Arel est une chanteuse canadienne (auteure, compositrice et interprète) née à Québec le 2 août 1947.

## Biographie
Julie Arel débute jeune dans le monde du spectacle québécois. Elle n'a pas vingt ans, en 1967, lorsqu'elle se lance dans le métier, en passant d'abord par la dure école des cabarets montréalais et de province. Elle entreprendra par la suite les interminables tournées dans les grands hôtels du Québec, et cela afin de se faire connaître d'un plus large public.
La chanteuse aura cette chance deux ans plus tard, en 1969, notamment grâce à l'animateur Jacques Normand qui accepte sa candidature au concours de chansons de l'émission Le rideau s'ouvre. Aidée par son talent et sa détermination, Julie Arel décroche finalement la palme d'or de l'émission, ce qui lui permet d'être désormais plus présente qu'auparavant à la télévision. 
Sur scène, elle continue de donner de nombreux récitals, et elle participe aussi à la revue "Frissons" de Muriel Millard. Elle tarde cependant à se faire connaître sur disque et son premier 45 tours, paru chez Polydor en 1970 et intitulé Le temps d'aimer, passe pratiquement inaperçu. De plus, en 1972, la chanteuse, qui vit avec un musicien de son orchestre, se retrouve enceinte. Heureuse d'avoir Justine, sa fille, mais se retrouvant seule pour l'élever, elle reprend pendant un an le chemin des pianos-bars afin de gagner sa croûte.

### Second départ
L'année 1973 sera l'année tant attendue pour Julie Arel, l'année du second souffle, l'année charnière aussi. Elle participe d'abord au Festival d'Athènes où elle remporte les grands honneurs avec son premier véritable succès, la magnifique chanson Kamouraska de Michel Conte, chanson basée sur le film Kamouraska d'après l'œuvre d'Anne Hébert. Fière de ce prix, Julie Arel fait à son retour au Québec la rencontre de Diane Juster, alors jeune auteure-compositrice inconnue du public. Juster propose donc plusieurs chansons à Julie Arel, qui les accepte et les enregistre pour les inclure à son premier album. Ce dernier, qui s'intitule simplement Julie Arel, paraît finalement à l'automne 1973 et comporte les titres suivants, tous issus de la plume de Diane Juster : Soleil, soleil, Qu'est-ce qui m'arrive?, Aimer pour vivre, Désormais Dieu m'aidera et Quand tu partiras. Julie chante aussi Eddy Marnay (Soleil qui danse) et Julien Clerc (Ce n'est rien), et les chansons C'est trop facile et Mieux que personne sont aussi de bons succès radiophoniques pour la chanteuse à la voix profonde, puissante et nuancée.
En 1974, Julie Arel entame une longue tournée au Québec et monte sur la scène de la Place des Arts de Montréal, puis chante dans plusieurs villes du Canada, et se rend au Festival de Spa en Belgique afin d'y représenter la Société Radio-Canada. Deux ans plus tard, en 1976, elle est à nouveau récipiendaire d'un premier prix au Festival international de la chanson Orphée d'or à Sofia, en Bulgarie. Cette année-là, Julie Arel signe un contrat avec la maison de disques Capitol et elle lance coup sur coup trois albums qui connaissent un très bon succès populaire. Elle travaille alors avec Claude Léveillée qui lui signe la chanson Merci à toi, Luc Plamondon qui lui écrit Pour vivre un grand amour, Jean Robitaille qui lui donne C'est bon et Quand tu es là et Yves Lapierre qui lui compose deux titres : L'après-midi et Dans ton auto. Elle chante aussi Jacques Michel (Pour toi) et Marie-Paule Belle (Wolfgang et moi), puis interprète Barbra Streisand en français (De rêves en rêveries et À nous deux, deux chansons du film "A Star is Born"). Entre 1976 et 1979, ses principaux succès sur disque sont Heureusement que j'aime, Avec toi mon amour, Nous, ton père et moi, Ton amour fou, Si toi tu m'aimes, Mon soleil à moi, On finit toujours par se rejoindre et le tube disco Quand on est amoureux.

### Nouvelle orientation
L'arrivée des années 1980 amène du changement dans la vie ainsi que dans la carrière de Julie Arel. Après le lancement de deux compilations en 1981 et 1982, la chanteuse se retire pendant deux ans, et le milieu artistique québécois croit qu'elle a délaissé le métier pour de bon, sans toutefois savoir pourquoi.
Puis, en 1984, elle refait surface avec un album entièrement écrit et composé par elle-même et intitulé Des ténèbres à la lumière. Julie Arel prend alors tout le monde par surprise ! L'album est entièrement constitué de chansons d'inspiration religieuse (Que par lui et pour lui, Peau de l'âme et du corps, Me verront-ils telle que je suis, Je veux rentrer à la maison de mon Père...) et Julie affirme elle-même qu'après avoir fait le point sur sa vie et après un intense et long cheminement personnel, sa carrière sera désormais teintée de spiritualité. Elle se met donc à chanter Dieu, Jésus et la Bible.
Boycottée par la télévision et la radio, Julie Arel doit trouver une autre façon de présenter ses nouvelles chansons au grand public. Elle décide donc de se produire elle-même et lance bien des années plus tard des collections de chants religieux qu'elle vend lors de ses récitals dans les églises. Ses nombreuses tournées l'amèneront jusqu'en Floride à l'an 2000 et elle enregistre même quelques titres en anglais dont la chanson Listen to the silence qui prouve bien que Julie n'a rien perdu de sa belle et puissante voix.

## Discographie

### Albums
- 1973 : Julie Arel (Disques Fleur)
- 1976 : Merci à toi (Capitol)
- 1977 : Je nous aime (Capitol)
- 1978 : Avec toi mon amour (Capitol)
- 1984 : Des ténèbres à la lumière (Boîtadisc)

### Compilations
- 1981 : Les plus grands succès de Julie Arel (Chris Records)
- 1982 : Mes plus belles chansons (Boîtadisc)
- 1998 : C'est trop facile (Compilation CD des premiers titres) (Fonodor)

### Simples
- 1970 : Le temps d'aimer - Je t'oublie déjà (Polydor)
- 1971 : Ma vie c'est l'amour - Tous les deux (Astra)
- 1971 : Ce sera bon et doux à Noël - L'enfant qui a faim et froid (Astra)
- 1972 : Mieux que personne - Et puis je t'oublie (Much)
- 1973 : C'est trop facile - Pour toi seul (Much)
- 1973 : Soleil qui danse - Julien mon frère (Disques Fleur)
- 1974 : Soleil, soleil - Désormais Dieu m'aidera (Disques Fleur)
- 1976 : Merci à toi - L'horizon à l'œil (Capitol)
- 1976 : On finit toujours par se rejoindre - Le miracle de la jeunesse (Capitol)
- 1977 : Puisque je t'aime - Le printemps (Capitol)
- 1977 : Rêves d'amour - Nos amours (Capitol)
- 1977 : Quand tu es là - Je nous aime (Capitol)
- 1978 : Avec toi mon amour - Si toi tu m'aimes (Capitol)
- 1978 : C'est bon - Vie d'amour (Capitol)
- 1978 : Quand on est amoureux - Instrumental disco (Capitol)
- 1979 : Dans ton auto - Qui a peur du mal d'amour (Capitol)
- 1979 : Québec enfant d'eau (Capitol)
- 1984 : Rien n'est plus important qu'un ami (Boîtadisc)

### Participations
- 1979 : Québec, enfant d'eau (Thème de la mise en service du Barrage LG2)
- 1990 : Repentance (Collection de chansons d'inspiration religieuse)
- 2008 : Michel Conte "Viens faire un tour" (pour la chanson "Kamouraska") (Disques XXI-21 et Intermède Music)

## Livres
- 1983 : Marie-Odile Vézina et Edward Rémy, «Têtes d’affiche» (Éditions du Printemps)
- 1992 : Robert Thérien et Isabelle D’Amours, «Dictionnaire de la musique populaire au Québec de 1955 à 1992» (Institut québécois de recherche sur la culture)
- 1999 : Marcel Brouillard, «La chanson en héritage» (Les Éditions Québécor)
- 1999 : Julie Arel, «Une vie prédestinée, je veux la chanter» (Biographie, Éditions Cœur Ouvert)